# 村井健
村井 健（むらい けん、1946年9月14日 - 2015年10月5日）は日本の演劇評論家。

## 人物
秋田県北秋田市（旧・北秋田郡鷹巣町）出身。明治大学文学部卒業後、而立書房の編集者を経て、1982年から「朝日ジャーナル」「週刊朝日」などで劇評を連載、演劇評論家となる。NHKテレビ「芸術劇場」、NHK-FMラジオ「芸術ジャーナル」、「アサヒグラフ」などでも活躍。1999年に「日露演劇会議」を設立した。
2005年に文化庁の国際文化交流使に指名され、モスクワ、サンクトペテルブルク、オムスク、ノヴォシビルスクなどロシア連邦の4都市17会場で日本の演劇文化について講演活動を行った。
また、ロシア国立オムスク大学と連携し、同大学に「日本文化講座」を開設、毎年日本から講師を送り込むほか、日本の現代戯曲のロシア語版のロシアでの出版、ロシアの主要演劇大学の学長を日本に招聘して講演会を開催したほか、日本の劇団のロシア公演、ロシアの演劇大学への留学支援・サポートなどを精力的に行っていた。
2015年10月5日、多臓器不全のため死去。69歳没。

## 著書
- 『シチュアシオン　村井健演劇論集』（五柳書院）1991
- 編著『海を越えた演出家たち』（れんが書房新社）

## 役職
新国立劇場演劇専門委員、新国立劇場付属演劇研修所講師、NHK「シアターコレクション」オフィシャルアドバイザイー、淑徳大学非常勤講師などを経て、社団法人日露演劇会議専務理事、紀伊國屋演劇賞審査委員、テアトロ新人戯曲賞選考委員、JOKO演劇学校講師、首都大学東京非常勤講師などを務めた。